# Google新聞實驗室
Google新聞實驗室（Google News Lab）又稱谷歌新闻实验室，是Google下設的一个全球性的团队，其目的是 "与记者和企业家合作，帮助媒体打造未来"。新闻实验室于2015年启动，該團隊与新闻机构合作，帮助和推动他們创新，应对行业挑战，并提供培训和新兴技术，使新聞機構將這些技術用于新聞报道。2018年，Google新闻倡议（ Google News Initiative ）推出後，Google新聞實驗室被納入該項目。